# Лэйбо
Лэйбо́ (кит. упр. 雷波, пиньинь Léibō) — уезд Ляншань-Ийского автономного округа провинции Сычуань (КНР).

## История
При империи Цин в 1730 году был образован Лэйбоский караул (雷波卫). В 1761 году он был поднят в статусе до Лэйбоского комиссариата (雷波厅). После Синьхайской революции комиссариат в 1914 году был преобразован в уезд.
В 1950 году был образован Специальный район Лэшань (乐山专区), и уезд вошёл в его состав. В 1956 году уезд был передан в состав Ляншань-Ийского автономного округа.

## Административное деление
Уезд Лэйбо делится на 5 посёлков и 43 волости.